# Lamérac
Lamérac – miejscowość i dawna gmina we Francji, w regionie Nowa Akwitania, w departamencie Charente. W dniu 1 stycznia 2016 roku z połączenia dwóch ówczesnych gmin – Lamérac oraz Montchaude – utworzono nową gminę Montmérac. W 2013 roku populacja Lamérac wynosiła 202 mieszkańców. 